# 小行星192208
小行星192208（192208 Tzu Chi），臨時編號2007 JX33，是一顆位於小行星帶的小行星。由鹿林天文台於2007年5月11日發現。
2010年7月23日命名為慈濟，以表彰台灣佛教慈善團體慈濟基金會對台灣的社會服務貢獻。